# Peter Revson
Peter Jeffrey Revlon Revson (Nova Iorque, 27 de fevereiro de 1939 – Kyalami, África do Sul, 22 de março de 1974) foi um piloto de automobilismo norte-americano.

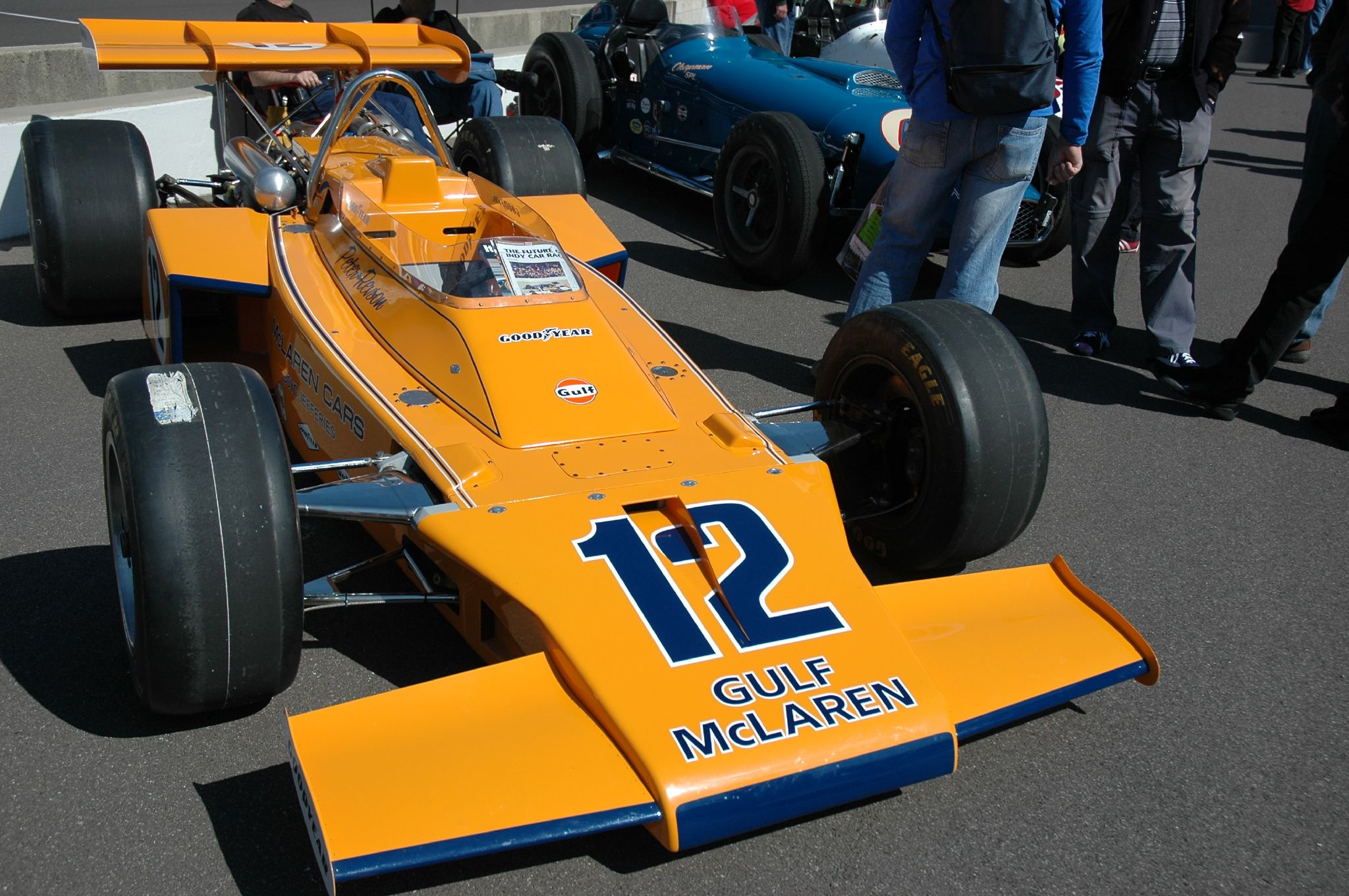
Carro de Peter Revson nas 500 Milhas de Indianápolis de 1973.

Nasceu numa abastada família judia, fundadora dos Cosméticos Revlon. A fortuna da família estava, na altura da sua morte, avaliada em 1 bilhão de dólares.[carece de fontes?] Atuou na Can-Am, 500 Milhas de Indianápolis e principalmente na Fórmula 1.
A sua paixão pelas corridas começou enquanto estudava na Universidade de Cornell. Estávamos no final dos anos 50, e um dos seus colegas era Teddy Mayer, o homem que mais tarde iria tomar conta da McLaren. Em 1963 decide correr na Europa, onde obtêm bons resultados na Fórmula 3 e Fórmula 2. Mas quando tenta a sua sorte na Fórmula 1 em 1964, os seus esforços são em vão: a bordo de um Lotus 24 e Lotus 25, não consegue pontuar. No ano seguinte, volta aos Estados Unidos para correr em Esporte-Protótipos, especialmente numa nova categoria: a Can–Am, uma série de corridas disputadas em pistas da América do Norte.
Mas vai ser em 1971 que a sua carreira ganha novo impulso. Seu amigo Teddy Mayer chega à McLaren, para ajudar Denny Hulme a dirigir a equipe, após a morte do fundador, Bruce McLaren. Nessa altura, corre nas 500 Milhas de Indianápolis, onde faz a “pole-position” e conclui a prova em 2º lugar. No final do ano, participa do Grande Prêmio dos Estados Unidos de 1971, pela Tyrrell. Também venceria a temporada de 1971 da Can-Am.
Em 1972, corre a tempo inteiro na Fórmula 1, sendo o companheiro do neozelandês Denny Hulme na McLaren. Nessa temporada, Revson é terceiro na Grande Prêmio da África do Sul, Grande Prêmio da Grã-Bretanha e Grande Prêmio da Áustria, e acaba em segundo no Grande Prêmio do Canadá, depois de ter feito a única pole-position da sua carreira. Termina o campeonato em 5º lugar na classificação geral com 23 pontos.
No ano seguinte, as coisas correm-lhe melhor. Os McLarens M19 e M23 são máquinas fiáveis e ganhadoras, e depois de um segundo lugar na Africa do Sul, Revson ganha o seu primeiro GP em Silverstone, na Grã-Bretanha, aos 34 anos. Repete a façanha em Mosport, no Canadá, numa corrida em que se vê pela primeira vez um "carro e segurança". No final da época, repete o quinto lugar final, mas as duas vitórias e os cinco pódios fazem com que cabe a temporada com 38 pontos. Participa também das 500 Milhas de Indianápolis, que não completou.
Em 1974, muda de vida e vai para a Shadow. Apesar de boas performances, não consegue pontuar na Argentina e no Brasil.
Em 22 de março de 1974, uma semana antes do GP da África do Sul, em Kyalami, Revson testava o seu Shadow quando um braço da suspensão quebrou, matando-o. Foi um golpe profundo na equipa e na família, pois o seu irmão Douglas Revson tinha morrido num acidente semelhante cinco anos antes. Na altura, Peter era o único herdeiro do império Revlon.
Peter Revson foi substituído por Tom Pryce, que veio a falecer três anos depois no mesmo Grand Prix.

## Fórmula 1[1]
(Legenda) (corridas em negrito indica pole position)
| Ano  | Equipe                 | Chassis      | Motor                | Pneus | 1       | 2       | 3       | 4       | 5       | 6       | 7      | 8       | 9      | 10     | 11      | 12      | 13     | 14     | 15     | Pontos | Posição  |
| ---- | ---------------------- | ------------ | -------------------- | ----- | ------- | ------- | ------- | ------- | ------- | ------- | ------ | ------- | ------ | ------ | ------- | ------- | ------ | ------ | ------ | ------ | -------- |
| 1964 | Revson Racing          | Lotus 24     | BRM P56 V8           | D     | MON NQ  | HOL     |         |         | GBR Ret | ALE 14º | AUT    | ITA 13º | EUA    | MEX    |         |         |        |        |        | 0      | NC (27º) |
| 1964 | Reg Parnell Racing     | Lotus 24     | BRM P56 V8           | D     |         | HOL     | BEL DSQ |         |         |         | AUT    |         | EUA    | MEX    |         |         |        |        |        | 0      | NC (27º) |
| 1964 | Reg Parnell Racing     | Lotus 25     | BRM P56 V8           | D     |         | HOL     |         | FRA DNS |         |         | AUT    |         | EUA    | MEX    |         |         |        |        |        | 0      | NC (27º) |
| 1971 | Elf Tyrrell            | Tyrrell 001  | Ford Cosworth DFV V8 | G     | AFS     | ESP     | MON     | HOL     | FRA     | GBR     | ALE    | AUT     | ITA    | CAN    | EUA Ret |         |        |        |        | 0      | NC       |
| 1972 | Yardley Team McLaren   | McLaren M19A | Ford Cosworth DFV V8 | G     | ARG Ret | AFS 3º  | ESP 5º  | MON     | BEL 7º  | FRA     | GBR 3º | ALE     |        |        |         |         |        |        |        | 23     | 5º       |
| 1972 | Yardley Team McLaren   | McLaren M19C | Ford Cosworth DFV V8 | G     |         |         |         | MON     |         | FRA     |        | ALE     | AUT 3º | ITA 4º | CAN 2º  | EUA 18º |        |        |        | 23     | 5º       |
| 1973 | Yardley Team McLaren   | McLaren M19C | Ford Cosworth DFV V8 | G     | ARG 8º  | BRA Ret | AFS 2º  |         |         |         |        | FRA     |        |        |         |         |        |        |        | 38     | 5º       |
| 1973 | Yardley Team McLaren   | McLaren M23  | Ford Cosworth DFV V8 | G     |         |         |         | ESP 4º  | BEL Ret | MON 5º  | SUE 7º | FRA     | GBR 1º | HOL 4º | ALE 9º  | AUT Ret | ITA 3º | CAN 1º | EUA 5º | 38     | 5º       |
| 1974 | UOP Shadow Racing Team | Shadow DN3   | Ford Cosworth DFV V8 | G     | ARG Ret | BRA Ret | AFS     | ESP     | BEL     | MON     | SUE    | HOL     | FRA    | GBR    | ALE     | AUT     | ITA    | CAN    | EUA    | 0      | NC (50º) |

## 500 Milhas de Indianápolis[2]
| Ano  | Equipe        | Chassi       | Motor       | Pneus | Final |
| ---- | ------------- | ------------ | ----------- | ----- | ----- |
| 1969 | Repco-Brabham | Brabham BT25 | Repco       | G     | 5º    |
| 1970 | McLaren Cars  | McLaren M15A | Offenhauser | G     | 22º   |
| 1971 | McLaren Cars  | McLaren M16A | Offenhauser | G     | 2º    |
| 1972 | Gulf McLaren  | McLaren M16B | Offenhauser | G     | 31º   |
| 1973 | Gulf McLaren  | McLaren M16C | Offenhauser | G     | 31º   |